# Calilena gosoga
Calilena gosoga är en spindelart som beskrevs av Chamberlin och Ivie 1941. Calilena gosoga ingår i släktet Calilena och familjen trattspindlar. Inga underarter finns listade.